# هجرة تدريجية

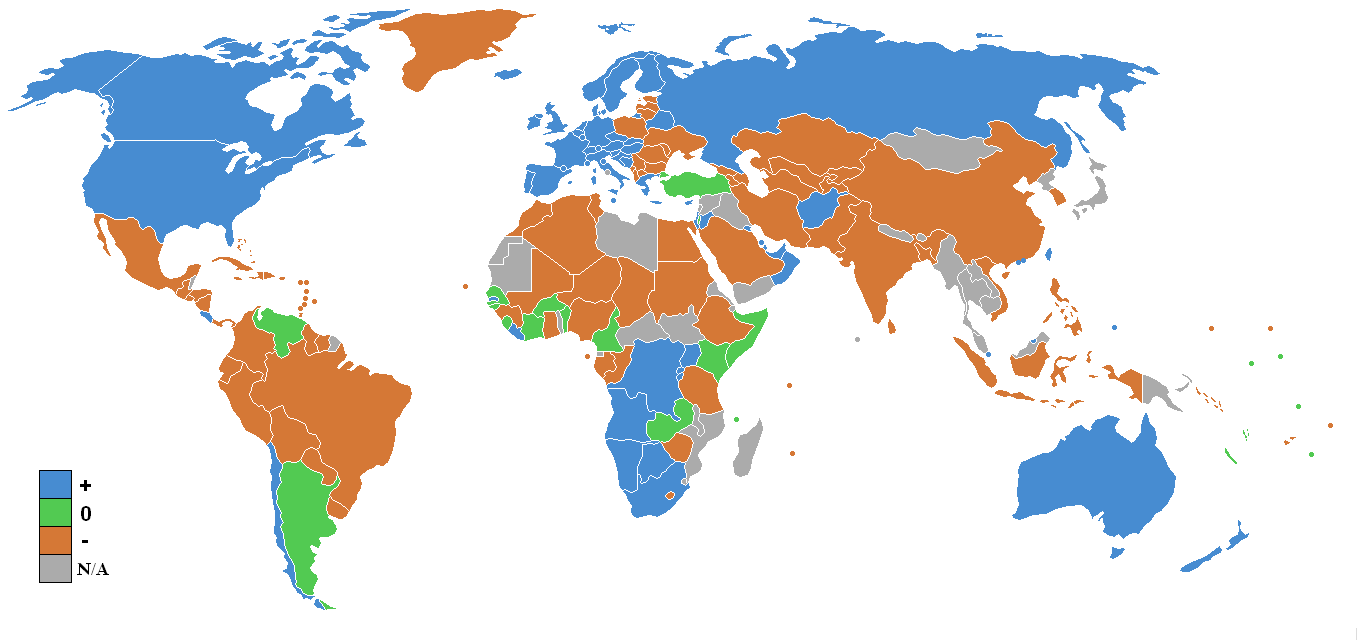
صافي معدل الهجرة في العالم 2011

الهجرة التدريجية (بالإنجليزية: Step migration)‏ هي نمط هجرة جرى تصوره في عام 1885 من قبل إرنست جورج رافنشتاين الذي لاحظ أن الهجرة تحدث مرحلة تلو الأخرى بإقتراب سكان الريف من مناطق النمو الحضرية. إنه نمط هجرة يعده بعض العلماء شكلًا شائعًا على نطاق واسع للهجرة الدولية في عالم القرن الحادي والعشرين المعولم. هناك عدد كبير من الدراسات التي تثبت وجود الهجرة التدريجية في العديد من أنماط الهجرة الدولية، مع أنه لا يوجد توافق في الآراء بشأن مواصفاتها وقياساتها بدقة. يرى علماء الهجرة التدريجية أنها اتجاه دولي شائع ومهم لديه القدرة على المساعدة في تصميم جهود تطوير السياسات في كل من المناطق الريفية والحضرية في جميع أنحاء العالم. وفقًا لإبراهام لوستجارتن، كبير المراسلين البيئيين في برو بوبليكا، في تقريره الصادر في مايو 2021، فإن الهجرة التدريجية أو "الهجرة المتدرجة" هي نمط هجرة متميز مدفوع بتغير المناخ.

## نظرة شاملة
أجرى دينيس كونواي بحثًا حول كيفية تصور علماء الهجرة  للهجرة التدريجية ومحاولة توضيح هذه التعريفات المتنافسة في تعريف تشغيلي ومتسق:
"... عملية السلوك المكاني البشري التي يشرع فيها الأفراد أو العائلات في طريق الهجرة من التثاقف الذي يأخذهم تدريجيًا عن طريق خطوات وسيطة من بيئة ريفية تقليدية إلى بيئة حضرية حديثة".
في "قوانين الهجرة"، أوضح رافنشتاين كيف يمكن للهجرة أن تكون تدريجية وأن تحدث خطوة بخطوة جُغْرَافِيًّا. وفقًا لوفنشتاين، حدثت الهجرة التدريجية في الهجرة لمسافات قصيرة عندما هاجر الأفراد من المدن الريفية إلى مركز حضري عن طريق التنقل عبر المدن متوسطة الحجم. يرى العلماء اليوم أن الهجرة التدريجية تحدث عالميًا إذ يتقدم الأفراد عبر التسلسل الهرمي للبلدان نحو وجهتهم المفضلة. تطورت هذه الفكرة عندما رأى العلماء مثل كونواي أن الهجرة التدريجية تتميز بالحركات صعودًا وهبوطًا في التسلسل الهرمي الحضري. جرى تفسير الهجرة المرحلية على أنها تتطلب مراحل متعددة من الهجرة بسبب فشل المهاجر في الاندماج في البلاد مثل عدم العثور على عمل أو الانفصال الثقافي، مما يؤدي بعد ذلك إلى هجرة أخرى.
ومع ذلك، كان هناك ارتباك في أدبيات الهجرة حول مفهوم الهجرة المرحلية. جرى الطعن في مواصفات الهجرة التدريجية وهناك تناقضات في التعريفات من قبل علماء مختلفين حول تطور نظرية الهجرة التدريجية. لا يزال هناك خلاف حول مدى أهمية الهجرة التدريجية وفي أي حوادث تحدث، مع أنه قد ذكر أنها منتشرة في هجرة دول العالم الثالث. يرى تودارو أن الهجرة متعددة المراحل تفسر أنماط هجرة اليد العاملة في البلدان الأقل تقدمًا. تتميز هذه الأنماط بمرحلتين: الأولى هي هجرة العامل الريفي غير الماهر إلى المدينة الحضرية والثانية هي الحصول على وظيفة دائمة في المنطقة الحضرية.
في القرن التاسع عشر على وجه الخصوص، كان تعريف الانتقال التدريجي محل نزاع وغالبًا ما كان غير متسق. ركز تصور رافنشتاين المفاهيمي على الحركات المكانية للمهاجرين في المملكة المتحدة، إذ لم ير هذا النمط من الهجرة مرتبطًا بالتسلسل الهرمي الحضري لأنه رأى المدن الحضرية على أنها مجرد نقطة التركيز التي ينجذب إليها المهاجرون.
ومع ذلك، في القرنين العشرين والحادي والعشرين نما مفهوم الهجرة التدريجية ليشمل مفاهيم الهجرة المتدرجة باعتبارها مرتبطة بالتسلسل الهرمي الحضري وكونها "مظهرًا مكانيًا لعملية التكيف الاجتماعي". وجد الباحثون أن الهجرة غالبًا ما تحدث من خلال "التسلسل الهرمي للأماكن" إذ يهاجر الناس مَكَانِيًّا في تشكيل تدريجي لأعلى تسلسل هرمي للأماكن من المناطق الريفية إلى المناطق الحضرية التقدمية مع المزيد من الفرص. يرى باحثون آخرون مثل بول الهجرة التدريجية كخيار للمهاجرين للتغلب على الحواجز الهيكلية التي تمنعهم من الحصول على الدخول القانوني إلى وجهاتهم المفضلة عن طريق تصعيد التسلسل الهرمي وتجميع رأس مال كافٍ للمهاجر.
وجد العلماء هجرة تدريجية في نيوزيلندا  وأستراليا والفلبين ومنطقة القطب الشمالي في ألاسكا.

## أهميتها كظاهرة
.تعد الهجرة التدريجية نمطًا هجرة شائعًا بشكل متزايد بين الطلاب والعاملين وكجزء من حركة هجرة دورية تنقلية واسعة. يُنظر إلى الهجرة المتدرجة على أنها ذات صلة باعتبارها مساهمة جزئيًا في زيادة الهجرة الدولية وتؤثر على هجرة العمالة الدولية التي تؤثر بدورها على السياسة العالمية. سواء استخدم علماء الهجرة المصطلح الدقيق "الهجرة التدريجية" أم لا، فقد حدد الكثير أن الهجرة في عصر العولمة لم تعد غالبًا مرحلة واحدة، ولكنها ظاهرة متعددة المراحل.
تقدم دول مثل أستراليا ونيوزيلندا وكندا بشكل متزايد مسارات الهجرة الدراسية بناءً على الهجرة التدريجية لجذب الطلاب الدوليين بهدف أن يصبح هؤلاء الطلاب فيما بعد عمالًا مهرة. لوحظ وجود الهجرة المتدرجة والمرحلة في تدفقات الهجرة من بولندا والمملكة المتحدة وألمانيا.
يؤكد العلماء على القيمة الاقتصادية التي يمكن أن تجلبها الهجرة إلى الاقتصادات المحلية، وكيف أنها تخلق الاعتماد على المهاجرين المهرة. من المحتمل أن يهاجر نحو 130.000 طالب دولي يدرسون في أستراليا حَالِيًّا بشكل دائم إلى أستراليا بعد التخرج. في كندا يرتفع عدد الطلاب الدوليين الذين أصبحوا مقيمين دائمين ففي عام 2018، أصبح 99410 طالبًا دَوْلِيًّا مقيمًا دائمًا وهو ما يمثل زيادة كبيرة عن العام السابق.
هؤلاء الطلاب الدوليون الذين يهاجرون إلى البلدان من خلال الهجرة التدريجية، لهم قيمة كبيرة لأنهم مهاجرون ماهرون يمكنهم مساعدة البلدان التي تعاني نقصَ المهارات وتوفير المهارات والخبرات في الصناعات الرئيسية. يقال إن الطبيعة متعددة المراحل لتدفقات هجرة اليد العاملة الدولية قد عززت اقتصادات المملكة المتحدة وأيرلندا مع ارتفاع العمالة مما يعني سد النقص في المهارات وزيادة دخل الصادرات وخفض التضخم.
يعتمد الاقتصاد الأسترالي على المهاجرين المهرة لتشكيل ثلثي قوتهم العاملة، ويرجع ذلك جُزْئِيًّا إلى الهجرة المرحلية من خلال الطلاب الدوليين الذين يهاجرون للدراسة وينتهي بهم الأمر ليصبحوا مواطنين عاملين. يشارك المهاجرون المهرة بما في ذلك الخريجين الدوليين في القوى العاملة بمعدلات أعلى من المقيمين الدائمين في أستراليا. وفقًا للباحثين أصبح الطلاب الدوليون من موارد رأس المال البشري المطلوبة بشدة لأنهم يمثلون تصديرًا تَعْلِيمِيًّا ومساهمًا ماهرًا في الاقتصاد. يشرح هوثورن كيف أن ظاهرة الهجرة التدريجية قد تتطلب من الدول إصلاح سياساتها حول دراسة مسارات الهجرة وتحسين نتائج الطلاب الدوليين الذين يمرون بهذه المسارات. يُقال الآن إن البلدان تتنافس على الطلاب الدوليين من خلال تعزيز خطواتهم ودراسة مسارات الهجرة من أجل أن تكون قادرة على المنافسة اِقْتِصَادِيًّا.